# Công viên lịch sử quốc gia Chaco
Nằm tại tiểu bang New Mexico, Công viên lịch sử bao gồm các di tích tại hẻm núi Chaco, một số khu khảo cổ và tàn tích của người Aztec. Hẻm núi Chaco là một trung tâm của nền văn hóa Pueblo trong khoảng thời gian từ năm 850 đến 1250. Là một đô thị cổ, kiến trúc ở hẻm Chaco được những người Anasazi Chaco xây dựng bao gồm những tòa nhà công cộng diễn ra các hoạt động thương mại, thực hiện nghi lễ, tôn giáo, chính trị và cả thiên văn học, giữa các khu vực được kết nối với nhau bởi những con đường giao thông được xây dựng một cách cẩn thận. Các công trình ở Chaco được xây dựng trong điều kiện khắc nghiệt ở Tây Nam Hoa Kỳ và giới hạn về tài nguyên thiên nhiên nên nó thể hiện giá trị đặc biệt của nền văn hóa Pueblo.
Công viên lịch sử quốc gia Chaco được UNESCO công nhận là di sản thế giới vào năm 1987 nhờ thành tựu, kỹ thuật xây dựng của người Anasazi Chaco đã vượt lện trên sự khắc nghiệt để tạo thành một nền văn minh thống trị qua 4 thế kỷ ở Tây Nam Hoa Kỳ.